# Rafno
Rafno (em latim: Rafnus) era um guerreiro norueguês do século I, ativo durante o reinado do rei Gotaro. Aparece apenas nos Feitos dos Danos de Saxão Gramático.

## Vida
Rafno era um guerreiro norueguês do tempo do rei Gotaro. Quando o rei foi dissuadido por Érico, o Eloquente de seu plano de invadir a Dinamarca e depor Frodo III, enviou Rafno para fazer raides na costa danesa. Ao chegar, foi avistado pelo almirante e mágico Odão. Segundo Saxão Gramático:
| “ | [..] entorpeceu a visão do inimigo pelo poder de seus encantamentos, de modo que acreditavam que as espadas dinamarquesas brandidas à distância emitiam raios e piscavam como se estivessem em chamas. A visão deles estava tão enfraquecida que nem conseguiam olhar para uma lâmina tirada de sua bainha, pois seus olhos estavam superados pelo brilho e achavam o brilho ilusório insuportável. Rafno foi morto junto com a maioria de seus marinheiros, de modo que apenas 6 navios voltaram à Noruega para provar ao rei que os dinamarqueses não poderiam ser esmagados. | ” |